# Каледонська складчастість

Розташування різних авлакогенів каледонського/акадського орогенезу (ранній девон). Сучасні берегові лінії позначені сірим кольором для довідки.

Каледонська складчастість, Каледонський орогенез (англ. Caledonian folds, Caledonian folding; нім. Kaledonische Orogenese, Kaledonische Faltung; рос. каледонская складчатость) — ера тектогенезу, яка протікала в ордовицькому та силурійському періодах, проявилася у сукупності геологічних процесів деформації земної кори (інтенсивній складчастості, гороутворення і гранітоїдного магматизму) в палеозої (500—400 млн років тому).

## Загальний опис
У цей час відбувається переформатування океану Япет, коли континенти і террейни Лаврентія , Балтика і Авалонія зазнали колізію континентів.
Внаслідок К.с. на місці геосинкліналей на Британських о-вах, Скандинавському п-ові, Півн. Аппалачах, Алтаї, Саянах, гірських масивах Тянь-Шаню, зах. част. Казахстану та ін. сформувалися каледонські гірські споруди (каледоніди). Уперше термін К.с. був введений франц. геологом М. Бертраном в 1887. Істотну роль К.с. відіграла в розвитку Кордильєр, особливо Півд. Америки. З каледонським тектогенезом пов'язані родов. руд заліза, титану, золота і частково молібдену, азбесту, тальку, магнезиту, хрому, платини, титаномагнетитів, нікелю і самородної міді. На тер. України К.с. найактивніше проявилася в межах Західноєвропейської платформи (Коханівська і Рава-Руська зона), складчастих Карпат і на прилеглому до них краї Східно-Європейської платформи (Дністровський прогин, Львівський палеозойський прогин, Придобруджинський прогин).
Каледоніди — області розвитку каледонської складчастості.

## Назва
Каледонський орогенез названо на честь Каледонії, латинської назви Шотландії. Назва була вперше використана в 1885 році австрійським геологом Едуардом Зюссом для епізоду орогенезу на півночі Європи, що передує девонському періоду. Сьогоденне розуміння свідчить, що каледонський орогенез охоплює ряд тектонічних фаз, які можуть бути латерально діахронними. Таким чином, назва «Каледонія» не може використовуватися для абсолютного періоду геологічного часу, воно відноситься тільки до серії тектонічно пов'язаних подій.

## Геодинамічна історія
Каледонський орогенез був одним з декількох орогенезів, які згодом утворили суперконтинент Пангея в епоху пізнього палеозою. У ранньому палеозої більшість всіх континентів об'єдналися у палеоконтинент Гондвана, що мала у своєму складі майбутню Африку, Південну Америку, південну Євразію, Австралію та Антарктиду, як розташовувалась у південного полюса. Між 650 і 550 мільйонами років тому (у Едіакарійський період) невеликі континенти Лаврентія (що містила майбутню північно-східну частину Північної Америки), Балтія та Сибір, відокремилися від Гондвани, та почали рух на північ у напрямку до екватора. У цьому процесі океан Япет між Гондваною, Балтією і Лаврантією було закрито.
У ранньому ордовику (близько 480 млн років тому) мікроконтинент Авалонія (нині террейн, розкраяно по сходу Нової Англії, півдню Ньюфаундленду, частині Нью-Брансвіка і Нової Шотландії, Південній Ірландії, більшій частині Англії та Уельсу, Нідерландів і північної Німеччини) почав відокремлюватися від північного краю Гондвани.

### Ранні фази
Деякі ранні фази деформації та/або метаморфізму можна знайти у скандинавських каледонідах. Першої фазою, яку часто включають до каледонського орогенезу, є Фіннмаркська фаза 505 мільйонів років тому (пізній Кембрій). Друга фаза — Ємтландська фаза, відбулась 455 мільйонів років тому. Ці фази пояснюються припущенням, що західний край Балтії зіткнувся з острівною дугою або мікроконтинентом. Подібним чином, східний край Лаврентії зіткнувся з острівною дугою під час Таконікського орогенезу (від 480 до 435 мільйонів років тому).
Під час ордовику Авалонія самостійно рухалася у північно-східному напрямку до Балтії. Цей рух супроводжувався субдукцією південно-східної частини океану Япету (так зване море Торнквіста) під східну Авалонію. У пізньому ордовику (близько 450 мільйонів років тому) колізія континентів розпочалася між Авалонією та Балтією. Залишки моря Торнквіста утворило сутуру — лінію Торнквіста, що прямує під Північним морем, через південну Данію, північну Німеччину і Польщу.

### Скандинавська/Грампіанська фаза
Основна фаза каледонського орогенезу (приблизно від 425 до 400 мільйонів років тому) називається «Скандинавською фазою» у Скандинавії та «Грампіанською фазою» у Великій Британії. Вона була викликана зіткненням між Лаврантією і Балтією. Океан Япет спочатку було закрито на півночі, потім на півдні. Тому зіткнення Балтії з Лаврентією відбулося трохи раніше, ніж між Авалонією та Лаврентією. Континентальна колізія почалася у середньому силурі та орогенез відбувався у ранньому девоні (від 420—405 млн років тому). У Північній Америці зіткнення між Авалонією та Лаврантією називається Акадійський орогенез.
Деякі науковці стверджують, що Каледонська континентальна колізія відбулась з іншим мікроконтинентом — Арморикою, (сьогоденна південна Португалія, більша частина півночі Франції та частина південної Німеччини та Чехії), що був навіть менше за Авалонію Цей мікроконтинент, ймовірно, не утворював єдиного структурного елементу, а замість цього був серією фрагментів, з яких найважливішими є сьогоденні Армориканський масив і Богемський масив. Океан що оточував об'єднану континентальну масу Лаврантії, Балтії, Авалонії (а Лавруссія) і Арморики називають Реїкум.
Палеогеографічне положення фрагментів земної кори Арморики між ордовиком і карбоном дуже суперечливо. Є ознаки того, що Богемський масив почав рухатися на північ з ордовика, але багато науковців розташовують Армориканський террейн на півдні Лаврусії у карбоні під час герцинського орогенезу (близько 340 мільйонів років тому). Реногерцинський басейн, задуговий басейн, утворений на південному краю Євроамерики відразу після каледонського орогенезу. На думку цих авторів, невеликий край Євроамерики зазнав рифтогенезу, коли утворився цей басейн. Басейн закрився, коли ці деформовані під час каледонського орогенезу террейни знову об'єднались у Лаврусію під час герцинського орогенезу.